# Otag Ubang
Otag Ubang ist ein äthiopischer Leichtathlet, der sich auf den Speerwurf spezialisiert hat und aktuell Inhaber des Landesrekordes ist.

## Sportliche Laufbahn
Erste internationale Erfahrungen sammelte Otag Ubang im Jahr 2022, als er bei den Afrikameisterschaften in Port Louis mit einer Weite von 68,97 m den siebten Platz im Speerwurfbewerb belegte. Bereits zuvor im Jahr stellte er mit 73,28 m einen neuen äthiopischen Landesrekord auf. 2024 belegte er bei den Afrikaspielen in Accra mit 73,84 m den siebten Platz und im Juni wurde er bei den Afrikameisterschaften in Douala mit 68,75 m ebenfalls Fünfter.
In den Jahren 2021 und 2022 wurde Ubang äthiopischer Meister im Speerwurf.